# Amphibiocapillaria tritonispunctati
Espèce
Synonymes
- Trichosomum tritonis punctati Diesing, 1851 (protonyme)[1]
- Capillaria tritonispunctati (Diesing, 1851)
- Trichosomum tritonis Solger, 1877 (en partie)[1]
- Trichosoma filiforme Linstow, 1909[1]
- Trichosoma tritonis Linstow, 1909[1]
- Capillaria tenua Mueller, 1932[1]
- Capillaria brevicollis Walton, 1935[1]
- Capillaria inequalis Walton, 1935[1]
- Capillaria brachyauchenia Walton, 1935[1]

Amphibiocapillaria tritonispunctati est une espèce de nématodes de la famille des Capillariidae.

## Hôtes
Amphibiocapillaria tritonispunctati parasite l'intestin de nombreuses espèces d'urodèles, et peut-être également d'anoures.

## Répartition
Amphibiocapillaria tritonispunctati est un parasite très répandu dans tout le Paléarctique.

## Taxinomie
L'espèce est décrite en 1851 par le zoologiste autrichien Karl Moritz Diesing, sous le protonyme Trichosomum tritonis cristati. En 1982, le parasitologiste tchèque František Moravec déplace l'espèce dans son genre actuel, Amphibiocapillaria.